# اوکسوفسکی
اوکسوفسکی (به لاتین: Oksovsky) یک روستا در روسیه است.